# Vlag van Dubrovnik-Neretva

Vlag van Dubrovnik-Neretva (ratio 1:2)

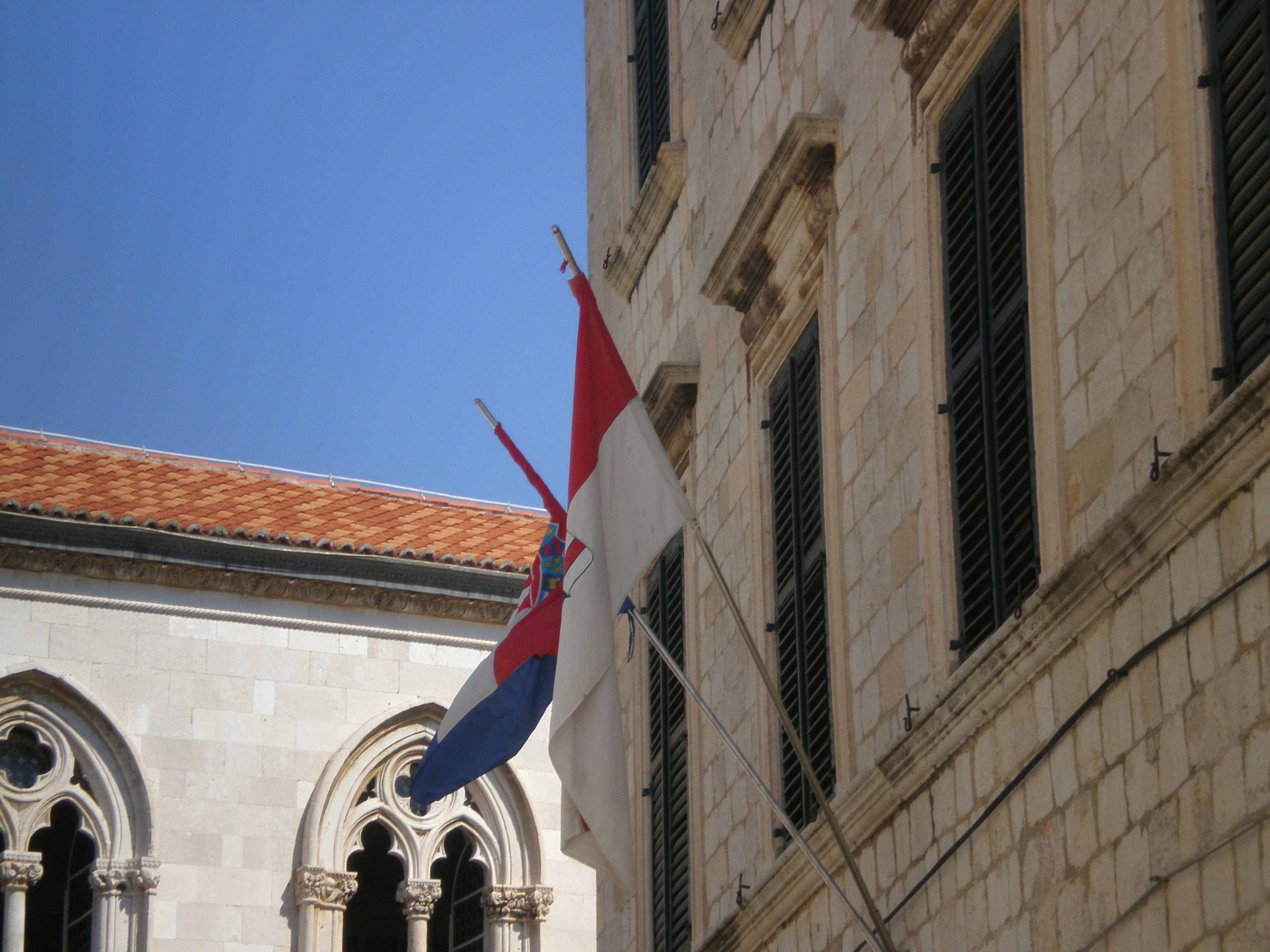
De wapperende provincievlag in Dubrovnik naast de Kroatische vlag

De vlag van Dubrovnik-Neretva heeft twee horizontale banen rood en wit met in het midden het provinciewapen. Het provinciebestuur van Dubrovnik-Neretva nam deze vlag op 5 maart 1996 aan, waarna de Kroatische overheid in april van dat jaar haar goedkeuring verleende.

## Symboliek
Het wapen bestaat uit vier kwartieren, die verwijzen naar drie geografische regio's van Dubrovnik-Neretva: de streek rondom Dubrovnik, de Neretva-delta en de Zuid-Dalmatische eilanden. In het eerste en vierde kwartier worden de rode en witte balken van de provinciehoofdstad Dubrovnik getoond. Rood en wit zijn de symbolische kleuren van Dubrovnik. In het tweede kwartier staat een trupica afgebeeld. Deze soort kajak symboliseert de Neretva-rivier. In het derde kwartier staat een witte toren met poort, verwijzend naar het stadje Korčula.

## Vlaginstructie
In 1998 werd door de provincie vastgelegd dat, wanneer de provincievlag samen met de vlag van Kroatië en/of een gemeentevlag wordt getoond, de provincievlag rechts moet worden geplaatst van de nationale vlag (van voren gezien) en links van een gemeentevlag. Tussen 1996 en 1998 was volgens de provinciale vlaginstructie het omgekeerde het geval, hetgeen ingaat tegen wat gebruikelijk is.